# مجلة علم نفس الصحة المهنية
مجلة علم نفس الصحة المهنية (بالإنجليزية: Journal of Occupational Health Psychology)‏ هي مجلة أكاديمية محكمة تنشر كل شهرين من قبل الجمعية الأمريكية لعلم النفس، وتغطي مجال الأبحاث والنظرية ومقالات السياسة العامة في علم نفس الصحة المهنية، وهو مجال متعدد التخصصات يمثل مجموعة واسعة من الخلفيات والاهتمامات والتخصصات. يتعلق علم نفس الصحة المهنية بتطبيق علم النفس لتحسين نوعية الحياة العملية وحماية وتعزيز سلامة وصحة ورفاهية العمال". ورئيس تحريرها هو الدكتور شارون كلارك.
ظهرت فكرة المجلة في المناقشات التي جرت في التسعينيات بين ستيفن سوتر وزملائه في المعهد الوطني للسلامة والصحة المهنية، وجاري فاندنبوس (الرابطة الأمريكية لعلم النفس)، وجيمس كامبل كويك (جامعة تكساس في أرلينغتون). ومع تسمية كويك كرئيس تحرير، صدرت المجلة لأول مرة في عام 1996، في موضوعات تركز على بيئة العمل والفرد وواجهة العمل والأسرة.  ونشرتها جمعية علم النفس الأمريكية.

## الاستخلاص والفهرسة
المجلة مُلخصة ومُفهرسة في:
- سي أس أيه (شركة قاعدة بيانات) [الإنجليزية]
- بروكويست
- المحتويات الحالية (قاعدة بيانات)
- امباسي [الإنجليزية]
- الفهرس الطبي [الإنجليزية]
- الببليوغرافيا الدولية للعلوم الاجتماعية
- باسكال (قاعدة بيانات)
- سايسينفو [الإنجليزية]
- سكوبس
- مؤشر الاستشهادات في العلوم الاجتماعية [الإنجليزية]

وفقًا لتقارير الاستشهاد بالمجلات الأكاديمية، فإن عامل التأثير للمجلة لعام 2020 يبلغ 7.25.

## مقالات ذات صلة
- الأكاديمية الأوروبية لعلم نفس الصحة المهنية
- علم النفس الصحي
- طب العمل
- ضغط العمل
- جمعية علم نفس الصحة المهنية [الإنجليزية]
- وورك آند ستريس (مجلة)